# Neogale
Neogale is een geslacht van zoogdieren uit de  familie van de marterachtigen (Mustelidae). De wetenschappelijke naam van het geslacht werd in 1865 gepubliceerd door John Edward Gray.

## Soorten
Er worden vijf soorten in dit geslacht geplaatst:
- Neogale africana (A. G. Desmarest, 1818)
- Neogale felipei (Izor & de la Torre, 1978)
- Neogale frenata (Lichtenstein, 1831) - Langstaartwezel
- Neogale macrodon † (Prentiss, 1903) - Zeemink
- Neogale vison (von Schreber, 1777) - Amerikaanse nerts